# Florian Siwicki

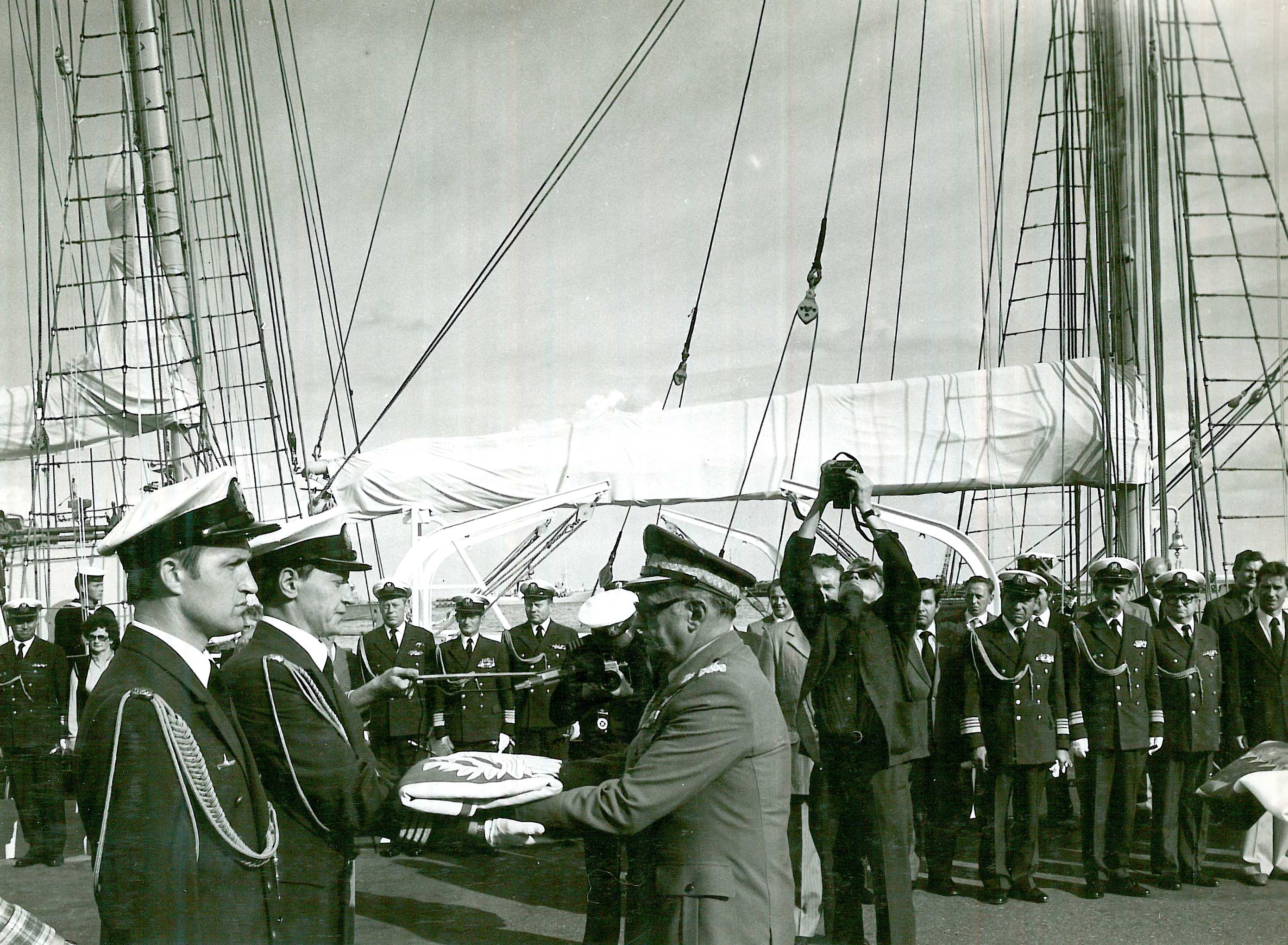
Gen. Florian Siwicki wręcza banderę wojenną dowódcy okrętu ORP „Iskra” kpt. mar. Lechowi Soroce (11 sierpnia 1982)

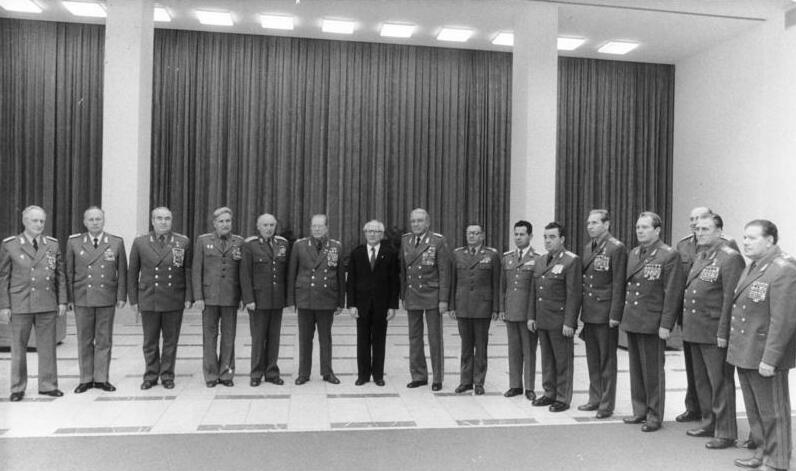
Spotkanie przywódcy NRD Ericha Honeckera z ministrami obrony Państw-Stron Układu Warszawskiego, Berlin, 20 października 1983. Generał Florian Siwicki 9. od lewej

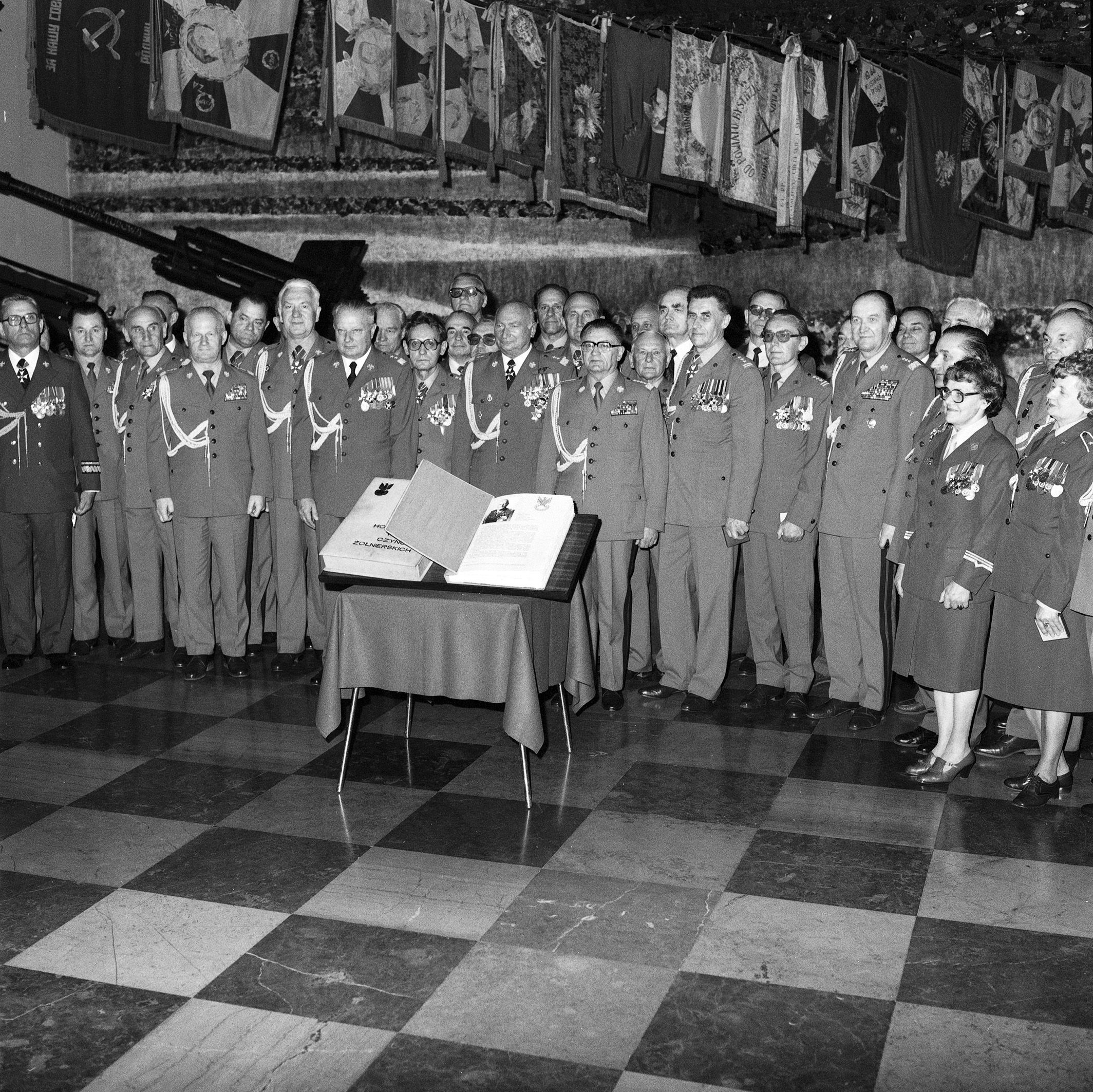
Spotkanie kierownictwa MON z żołnierzami WP wpisanymi do Honorowej Księgi Czynów Żołnierskich od czasu jej ustanowienia z okazji 40-lecia Zwycięstwa, Sala Zwycięstwa Muzeum Wojska Polskiego, 9 maja 1985.

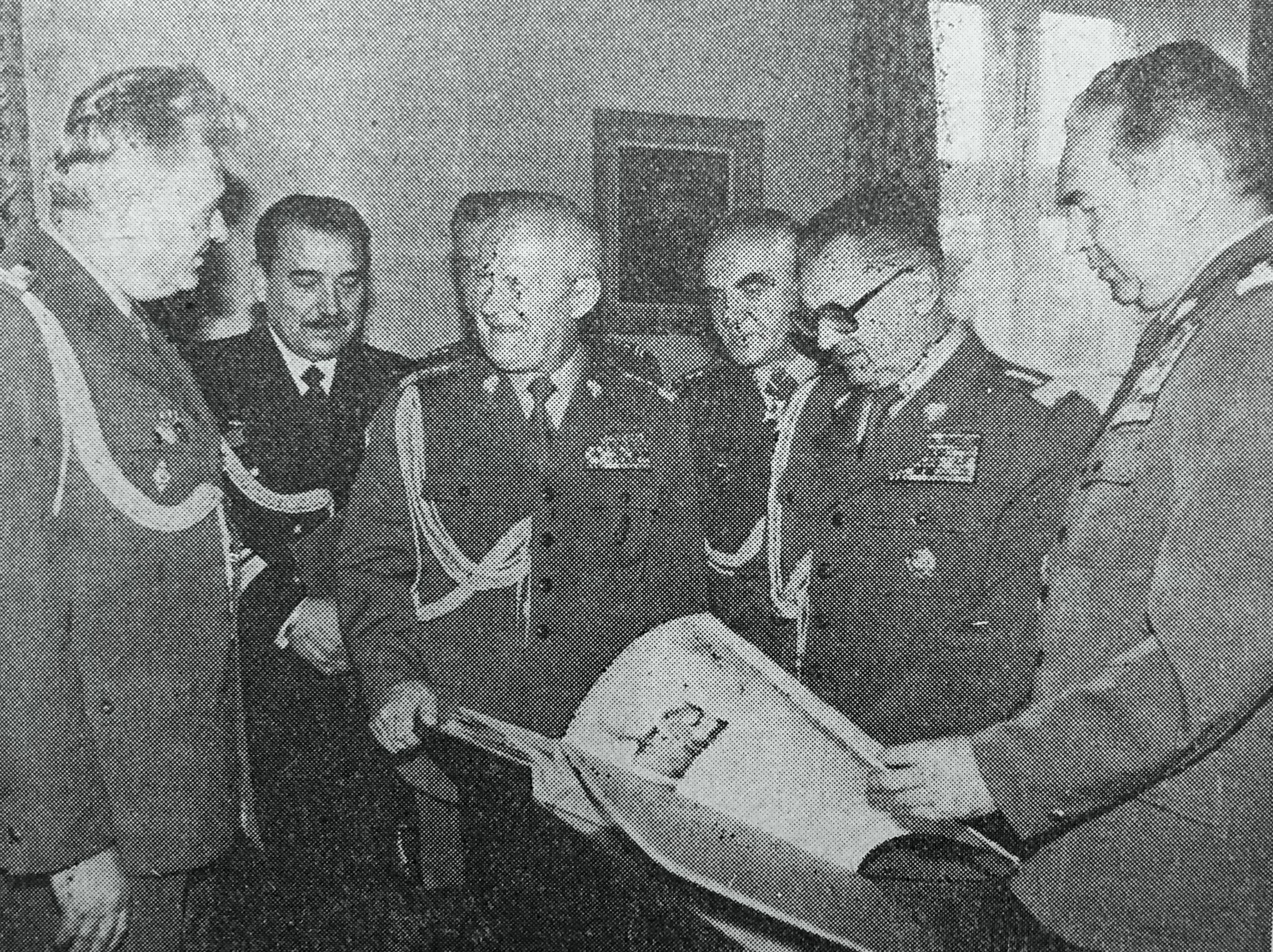
Uroczytość wpisu do Honorowej Księgi Czynów Żołnierskich w październiku 1985, od prawej w pierwszym rzędzie gen. dyw. Tadeusz Szaciłło, gen. armii Florian Siwicki, gen. broni Józef Baryła i płk Marian Anysz

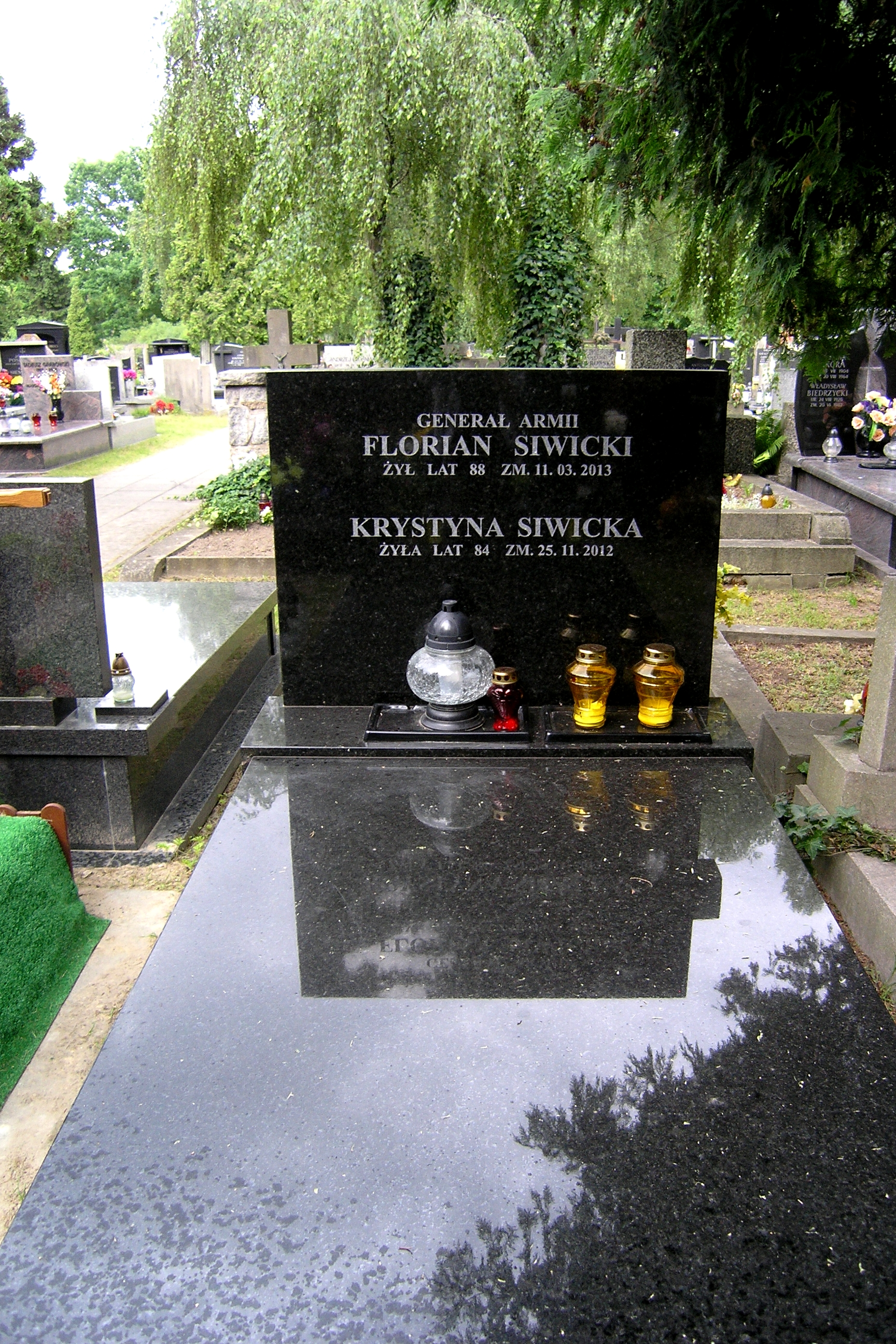
Grób gen. Floriana Siwickiego na Wojskowych Powązkach w Warszawie

Florian Siwicki (ur. 10 stycznia 1925 w Łucku, zm. 11 marca 2013 w Warszawie) – polski żołnierz i działacz Polskiej Zjednoczonej Partii Robotniczej, generał armii Sił Zbrojnych Polskiej Rzeczypospolitej Ludowej. Szef Sztabu Generalnego Wojska Polskiego (1973–1983), członek Wojskowej Rady Ocalenia Narodowego (1981–1983). W latach 1983–1990 minister obrony narodowej. Członek Biura Politycznego Komitetu Centralnego PZPR (1986–1990). Poseł na Sejm PRL VII, VIII i IX kadencji. Budowniczy Polski Ludowej.

## Życiorys

### Młodość
Syn Elżbiety i Eugeniusza. Jego ojciec był żołnierzem zawodowym, podoficerem 24 Pułku Piechoty w Łucku. W 1930 Eugeniusz Siwicki został przeniesiony do rezerwy i wraz z rodziną wyprowadził się do Miłostowa w pobliżu Równego. Tam początkowo był właścicielem niewielkiego, trzyhektarowego gospodarstwa ziemskiego, a później został zatrudniony jako buchalter w urzędzie gminy.
Przed wojną Florian Siwicki ukończył szkołę powszechną oraz trzy klasy gimnazjum w Krzemieńcu. W kwietniu 1940 jego ojciec został aresztowany przez funkcjonariuszy NKWD i ślad po nim zaginął. Miesiąc później Florian wraz z matką został deportowany w głąb Związku Radzieckiego do osiedla zesłańczego Głębokie (Głubokoje) położonego 150 km od Archangielska. Na zesłaniu podjął pracę w zakładzie przemysłu drzewnego.

### Kariera wojskowa
W wieku 17 lat został przymusowo powołany do Armii Czerwonej. Od grudnia 1942 służył w 105 samodzielnym batalionie saperów, gdzie objął funkcję zastępcy dowódcy plutonu. W maju 1943 znalazł się w szeregach Polskich Sił Zbrojnych w ZSRR. Służył w 1 Dywizji Piechoty im. Tadeusza Kościuszki. Ukończył Centrum Szkolenia Podchorążych 1 Dywizji Piechoty (od 2 maja do 14 września 1943) oraz Oficerską Szkołę Piechoty nr 1 w Riazaniu (od 15 września 1943 do 17 grudnia 1943). W życiorysie z 29 października 1953 podał, że w czasie od 1945 do 1946 uczestniczył w likwidowaniu oddziału Józefa Kurasia, ps. „Ogień”. W 1947 był uczestnikiem  kursu dowódców baonów w Centrum Wyszkolenia Piechoty (od 3 marca 1947 do 30 listopada 1947). 
Od 8 listopada 1952 do 8 stycznia 1954 był szefem Wydziału Szkolenia i Kursów Oficerskich Piechoty Zarządu Szkół Oficerskich w Głównym Zarządzie Wyszkolenia Bojowego. Od 30 listopada 1954 do 27 października 1956 studiował w Wojskowej Akademii Sztabu Generalnego Sił Zbrojnych ZSRR  im. Klimienta Woroszyłowa w Moskwie. Po powrocie do kraju był od 7 grudnia 1956 do 31 października 1957 dowódcą 5 Dywizji Piechoty, następnie od 22 grudnia 1956 do 15 marca 1961 dowódcą 3 Dywizji Piechoty. 
Od 15 kwietnia 1961 do 31 grudnia 1963 był attaché wojskowym lotniczym i morskim przy ambasadzie PRL w Pekinie. Od 1964 do 1965 dowódca 1 Warszawskiej Dywizji Zmechanizowanej. Generał brygady od 1962. Od 13 stycznia 1966 był szefem sztabu – zastępcą dowódcy Śląskiego Okręgu Wojskowego, a od 11 kwietnia 1968 do 18 maja 1971 dowódcą ŚOW. W sierpniu 1968, w czasie operacji „Dunaj”, we wrześniu 1968 dowodził 2 Armią WP. Od 1 marca do 30 września 1970 był uczestnikiem Kursu Operacyjno-Strategicznego w Wojskowej Akademii Sztabu Generalnego Sił Zbrojnych ZSRR  im. Klimienta Woroszyłowa w Moskwie. Od 21 maja 1971 do 12 stycznia 1973 I zastępca szefa Sztabu Generalnego WP, od 13 stycznia 1973 do 21 listopada 1983 szef Sztabu Generalnego WP i wiceminister obrony narodowej. W latach 1965–1967 był prezesem klubu sportowego Śląsk Wrocław. Poseł na Sejm PRL w latach 1976–1989. Od 22 listopada 1983 do 6 lipca 1990 minister obrony narodowej w Radach Ministrów Wojciecha Jaruzelskiego, Zbigniewa Messnera, Mieczysława Rakowskiego i Tadeusza Mazowieckiego. 
Uczestniczył w przygotowaniu i wprowadzeniu stanu wojennego. W czasie jego trwania od 13 grudnia 1981 do 21 lipca 1983 wchodził w skład Wojskowej Rady Ocalenia Narodowego.
6 lipca 1990 odwołany ze stanowiska ministra obrony narodowej i przeniesiony do dyspozycji MON. 13 lipca 1990 został oficjalnie pożegnany przez kierownictwo MON w 1 Praskim Pułku Zmechanizowanym w Wesołej. 7 lipca 1991 oficjalnie przeniesiony w stan spoczynku.

### Współpraca z Informacją Wojskową
W 1946 został zarejestrowany jako tajny współpracownik (agent) Głównego Zarządu Informacji WP o pseudonimie Grom.

### Działalność polityczna i społeczna
Od 5 maja 1948 działacz Polskiej Partii Robotniczej i następnie Polskiej Zjednoczonej Partii Robotniczej. Do marca 1961 działał jako członek Komitetu Partyjnego i Komisji Kontroli Partyjnej PZPR w Warszawskim Okręgu Wojskowym. Od 17 listopada 1968 do 12 grudnia 1971 zastępca członka, a od 12 grudnia 1971 do stycznia 1990 członek Komitetu Centralnego PZPR. Od 28 października 1981 do 3 lipca 1986 zastępca członka Biura Politycznego KC PZPR, a 3 lipca 1986 do 29 stycznia 1990 członek Biura Politycznego KC PZPR. W kadencji 1985–1990 wiceprezes Rady Naczelnej Związku Bojowników o Wolność i Demokrację. W latach 1986–1989 był członkiem Ogólnopolskiego Komitetu Grunwaldzkiego. W latach 80. XX wieku pełnił funkcję przewodniczącego Rady Głównej Przyjaciół Harcerstwa.

### Pogrzeb
Pochowany 18 marca 2013 z honorową asystą wojskową na Cmentarzu Wojskowym na Powązkach w kwaterze FIII-11-2. W pogrzebie wzięli udział m.in. były minister obrony narodowej Janusz Onyszkiewicz, gen. dyw. Zbigniew Blechman, gen. bryg. pil. Roman Harmoza, b. I sekretarz KC PZPR Stanisław Kania i gen. broni Józef Użycki, który odczytał kondolencje przesłane przez nieobecnego na pogrzebie byłego prezydenta RP gen. armii Wojciecha Jaruzelskiego.

## Procesy karne
W marcu 2006 Główna Komisja Ścigania Zbrodni przeciwko Narodowi Polskiemu Instytutu Pamięci Narodowej postawiła go w stan oskarżenia za popełnienie zbrodni komunistycznej polegającej na uczestnictwie w zorganizowanym związku przestępczym o charakterze zbrojnym mającym na celu popełnianie przestępstw polegających na pozbawianiu wolności poprzez internowanie i wykonywanie kar pozbawienia wolności orzeczonych za czyny wcześniej niekaralne oraz innych przestępstw przeciwko wolności, a nadto naruszaniu nietykalności cielesnej, tajemnicy korespondencji oraz praw pracowniczych obywateli polskich. Postanowieniem z dnia 14 września 2009 Sąd Okręgowy w Warszawie zawiesił postępowanie wobec oskarżonego z uwagi stan zdrowia. Po śmierci oskarżonego postępowanie umorzono.
W uzasadnieniu wyroku skazującego Czesława Kiszczaka (który był sądzony w tym samym postępowaniu) w dniu 12 stycznia 2012 warszawski Sąd Okręgowy uznał, że stan wojenny przygotowano i wprowadzono niezgodnie z ówczesną konstytucją, a dokonała tego „grupa przestępcza o charakterze zbrojnym” złożona z ludzi na najwyższych stanowiskach, wśród których wymieniono m.in. Floriana Siwickiego.
W 2012 rozpoczął się jego proces w sprawie akcji „Jesień 82”, polegającej na powoływaniu opozycjonistów wytypowanych przez Służbę Bezpieczeństwa na fikcyjne ćwiczenia wojskowe.

## Życie prywatne
Był żonaty z Krystyną z domu Kostoń (1929–2012). Mieli dwóch synów – Jerzego (1952–2011) i Ryszarda.

## Awanse generalskie
- 1962: generał brygady
- 1968: generał dywizji
- 1974: generał broni
- 27 września 1984: generał armii

## Ordery i odznaczenia (lista niepełna)
Polskie
- Order Budowniczych Polski Ludowej
- Krzyż Komandorski Orderu Odrodzenia Polski
- Krzyż Oficerski Orderu Odrodzenia Polski
- Order Sztandaru Pracy I klasy (1973)[21]
- Order Sztandaru Pracy II klasy
- Order Krzyża Grunwaldu I klasy (1983)[22]
- Złoty Krzyż Zasługi
- Srebrny Krzyż Zasługi (dwukrotnie, po raz pierwszy 1946)[23]
- Medal 10-lecia Polski Ludowej
- Medal 30-lecia Polski Ludowej
- Medal 40-lecia Polski Ludowej
- Medal Zwycięstwa i Wolności 1945
- Złoty Medal „Siły Zbrojne w Służbie Ojczyzny”
- Srebrny Medal „Siły Zbrojne w Służbie Ojczyzny”
- Brązowy Medal „Siły Zbrojne w Służbie Ojczyzny”
- Medal „Za udział w walkach o Berlin”
- Złoty Medal „Za zasługi dla obronności kraju”
- Srebrny Medal „Za Zasługi dla Obronności Kraju”
- Brązowy Medal „Za Zasługi dla Obronności Kraju”
- Medal Komisji Edukacji Narodowej
- Złota Odznaka „Za zasługi w ochronie porządku publicznego”
- Złota Odznaka „Za zasługi w obronie granic PRL”
- Złoty Medal „Za Zasługi dla Ligi Obrony Kraju”
- Złota Odznaka „Za Zasługi dla Obrony Cywilnej”
- Odznaka „Zasłużony Działacz Kultury Fizycznej” (1967)[24]
- Złote Odznaczenie im. Janka Krasickiego
- Złoty Krzyż „Za Zasługi dla ZHP” (1987)[25]
- Medal im. Ludwika Waryńskiego (1988)[26]
- Złota Odznaka Honorowa Towarzystwa Przyjaźni Polsko-Radzieckiej
- Odznaka 1000-lecia Państwa Polskiego
- Odznaka Grunwaldzka
- Honorowa Odznaka 30-lecia PPR (1972)[27]
- Odznaka „Za Zasługi dla Związku Bojowników o Wolność i Demokrację”
- Złota Odznaka Kół Młodzieży Wojskowej
- Odznaka „Zasłużony Działacz SZMW”
- Honorowy Żeton Zasługi „Złom” Polskiego Związku Łowieckiego (1986)[28]
- Medal pamiątkowy „40-lecia PZPR” (1988)[29]
- Medal „Zasłużonemu dla Lotnictwa”
- Medal „Za zasługi dla Wojsk Obrony Powietrznej Kraju”
- Medal „Za Zasługi dla Marynarki Wojennej”
- Medal Sztabu Generalnego WP „Amor Patriae Suprema Lex”
- Medal pamiątkowy „Zasłużonemu dla Pomorskiego Okręgu Wojskowego”
- Odznaka „Zasłużony dla Śląskiego Okręgu Wojskowego”
- Medal pamiątkowy „Za zasługi dla Warszawskiego Okręgu Wojskowego”
- Złota odznaka honorowa „Za Zasługi dla Warszawy” (1977)[30]
- Odznaka „Za zasługi dla województwa krośnieńskiego” (1987)[31]
- Odznaka „Budowniczego Wrocławia”
- Złota odznaka „Zasłużony dla Dolnego Śląska”
- Honorowa odznaka „Za zasługi dla rozwoju województwa zielonogórskiego” (1967)[32]
- Medal „25-lecia odzyskania Dolnego Śląska” (1970)[33]
- Złota odznaka „Zasłużonemu w rozwoju województwa katowickiego” (1968)[34]
- Odznaka „Zasłużony dla Sanoka” (1987)[31]
- Inne medale i odznaczenia jubileuszowe i pamiątkowe, organizacyjne i regionalne

Zagraniczne
- Order Lenina (Związek Radziecki, dwukrotnie: 1968 i 1984[35])
- Order Przyjaźni Narodów (Związek Radziecki, 1973)
- Medal „Za umacnianie braterstwa broni” (Związek Radziecki)
- Medal 20-lecia Zwycięstwa w Wielkiej Wojnie Ojczyźnianej 1941–1945 (Związek Radziecki)
- Odznaka „25 lat Zwycięstwa w Wielkiej Wojnie Narodowej 1941–1945” (Związek Radziecki, 1970)[36]
- Medal 30-lecia Zwycięstwa w Wielkiej Wojnie Ojczyźnianej 1941–1945 (Związek Radziecki)
- Medal 40-lecia Zwycięstwa w Wielkiej Wojnie Ojczyźnianej 1941–1945 (Związek Radziecki, 1985)[37]
- Medal jubileuszowy „50 lat Sił Zbrojnych ZSRR” (Związek Radziecki, 1968)[38]
- Medal jubileuszowy „60 lat Sił Zbrojnych ZSRR” (Związek Radziecki, 1978)
- Medal jubileuszowy „70 lat Sił Zbrojnych ZSRR” (Związek Radziecki, 1988)[39]
- Medal „Za Umacnianie Przyjaźni Sił Zbrojnych” I stopnia (Czechosłowacja, 1980)
- Order Czerwonego Sztandaru (Czechosłowacja, 1985)[40]
- Medal „40-lecia Wyzwolenia Czechosłowacji przez Armię Radziecką” (Czechosłowacja, 1985)
- Order Scharnhorsta (Niemcy Wschodnie, 1984)[41]
- Złoty Medal „Za Umacnianie Przyjaźni między Narodami” (Niemcy Wschodnie, 1974)[42]
- Medal jubileuszowy „30 lat Narodowej Armii Ludowej” (Niemcy Wschodnie, 1986)[43]
- Złoty Medal Braterstwa Broni (Niemcy Wschodnie)
- Medal „Za umacnianie Braterstwa Broni” (Bułgaria)
- Medal „30-lecia Bułgarskiej Armii Ludowej” (Bułgaria, 1974)
- Medal „40-lecia Zwycięstwa nad faszyzmem i japońskim militaryzmem” (Bułgaria, 1985)
- Medal „40-lecia Socjalistycznej Bułgarii” (Bułgaria, 1986)[44]
- Jubileuszowy Medal 100. Rocznicy Urodzin Georgi Dymitrowa (Bułgaria, 1983)[45]
- Medal „30-lecia Rewolucyjnych Sił Zbrojnych” (Kuba, 1987)[46]
- Medal „Braterstwa Broni” (Kuba, 1983)[47]
- Order Tudora Vladimirescu I klasy (Rumunia, 1987)[48]
- Złoty Medal Braterstwa Broni (Węgry)
- Order Hồ Chí Minha (Wietnam, 1985)[49]
- Medal Przyjaźni (Wietnam)

## Florian Siwicki w filmie
W 2014 odbyła się premiera filmu Jack Strong w reżyserii Władysława Pasikowskiego. W postać generała Floriana Siwickiego wcielił się Krzysztof Globisz.